# 吉田政重
吉田 政重（よしだ まさしげ）は、安土桃山時代から江戸時代前期にかけての武将。長宗我部氏の家臣。

## 出自
土佐国の国人である土佐吉田氏は、藤原北家秀郷流の末裔を称する山内首藤氏の支流。山内首藤俊通の子・俊宗が足利尊氏に従い、功を上げ土佐に所領を得たことを始まりとする。

## 生涯
永禄11年（1568年）、長宗我部氏の家臣・吉田俊政の子として誕生。曽祖父・吉田重俊、祖父・重康の家系にあたる。身の丈6尺2寸（188cm）の偉丈夫で、武勇に優れていた。
天正10年（1582年）、中富川の戦いを初陣に、各地を転戦して武功を挙げた。文禄元年（1592年）から始まる豊臣氏による文禄・慶長の役では、敵将の朴好仁を捕らえるという大功を挙げ、陣地を荒らしていた虎退治をしている。慶長5年（1600年）の関ヶ原の戦いで、長宗我部氏が改易されたため、政重も所領を失った。
慶長20年（1615年）の大坂夏の陣では、旧主・長宗我部盛親に従って大坂城に入城する。大坂城落城後も生き延び、土佐国に帰国した。土佐藩の土佐山内氏から、再三仕官を勧められるが、弟・正義を仕官させ、自身は医者となった。
生涯で挙げた首は115個にも及び、首より上の傷は21ヶ所もあり、身体の傷は数えるいとまもないほどだったとされる。